# Devonaster
Devonaster is een geslacht van uitgestorven zeesterren die leefden van het Ordovicium tot het Devoon.

## Beschrijving
Deze soorten met een diameter van ± 3,75 centimeter hadden armen die scherp gepunt waren. De bovenkant van het lichaam vertoonde een regelmatige, radiale versiering, terwijl aan de onderkant duidelijke ambulacraalgroeven zichtbaar waren. De dieren hadden een met plaatjes bedekte, centrale schijf.

## Soorten
- † Devonaster chemungensis Schuchert, 1915
- † Devonaster eucharis Hall, 1868
- † Devonaster southworthi Kesling & Wright, 1965
- † Devonaster triradiatus Kesling & Wright, 1965